# مقاطعة غورج
مقاطعة غورج (بالإنجليزية: Gorj County)‏ وهي مقاطعة تقع في جنوب غرب رومانيا في أولتينيا، عاصمة هذه المقاطعة هي مدينة ترجو جيو، يبلغ عدد سكان هذه المقاطعة 387,308 وتبلغ مساحتها 5,602 كلم مربع.